# John Hiatt
John Hiatt (* 20. srpna 1952 Indianapolis, Indiana, USA) je americký rockový kytarista, zpěvák, klávesista a hudební skladatel. Byl několikrát nominován na cenu Grammy, ale ani jednou ji nezískal. Podílel se například na soundtracku k filmu White Nights, který vyšel jako White Nights v roce 1985. Jako host se například objevil na albu Dust Bowl od Joea Bonamassy. Koncem června 2012 vystoupil poprvé v Česku.

## Diskografie
Studiová alba
- Hangin' Around the Observatory (1974)
- Overcoats (1975)
- Slug Line (1979)
- Two Bit Monsters (1980)
- All of a Sudden (1982)
- Riding with the King (1983)
- Warming Up to the Ice Age (1985)
- Bring the Family (1987)
- Slow Turning (1988)
- Stolen Moments (1990)
- Perfectly Good Guitar (1993)
- Walk On (1995)
- Little Head (1997)
- Crossing Muddy Waters (2000)
- The Tiki Bar is Open (2001)
- Beneath This Gruff Exterior (2003)
- Master of Disaster (2005)
- Same Old Man (2008)
- The Open Road (2010)
- Dirty Jeans and Mudslide Hymns (2011)
- Terms of My Surrender (2014)